# 焦裕禄干部学院

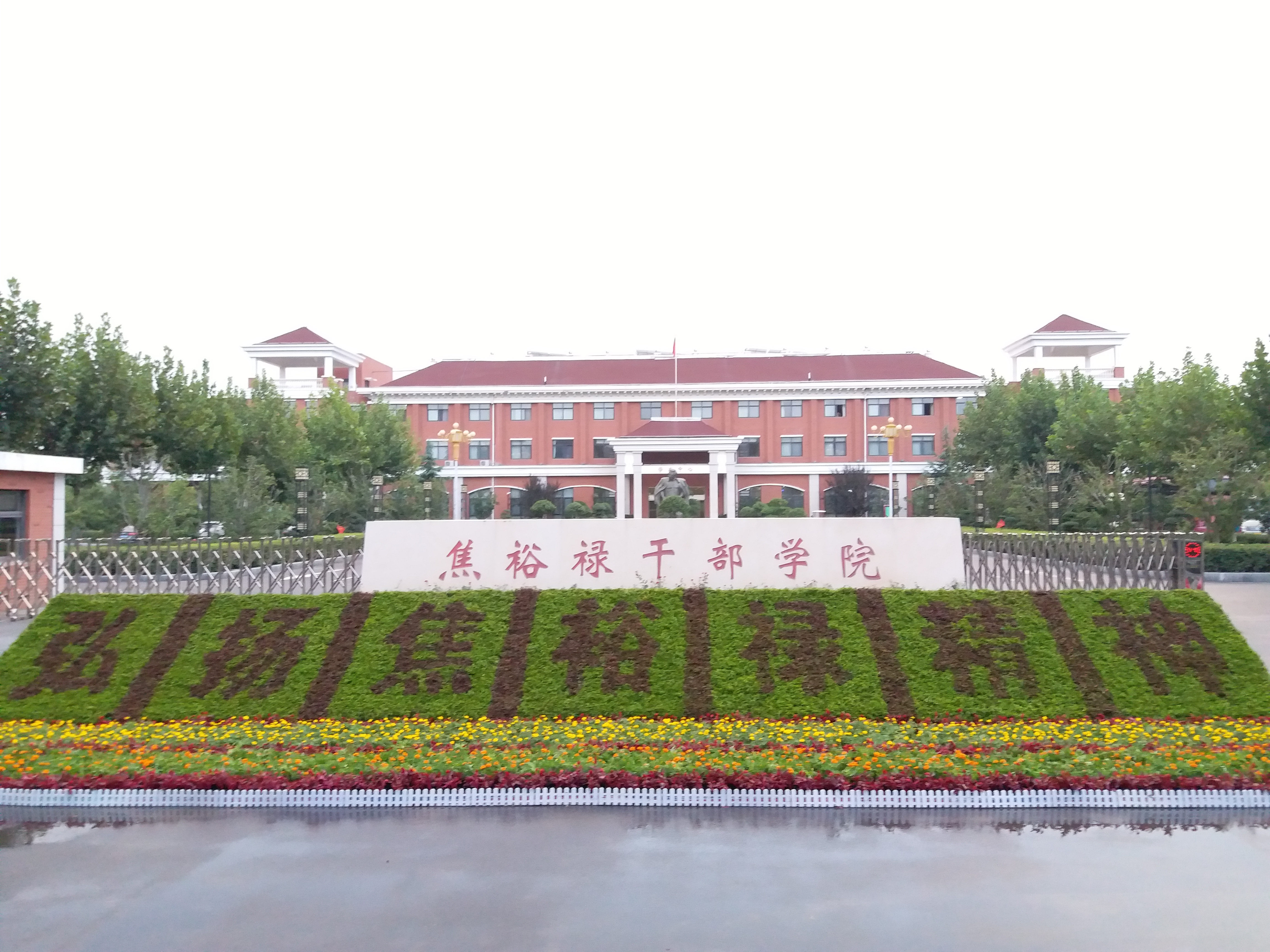
学院正门

焦裕禄干部学院创办于2013年7月，是位于中国河南省兰考县东北部的一座中共干部培训学校，以培养具备“焦裕禄精神的好干部”为办学宗旨，学院占地面积185亩，建筑总面积3.9万平方米，可同时容纳700人学习培训。焦裕禄干部学院的培训对象以市厅级和县（市、区）党政正职干部为主体，兼及其他党政领导干部、企业经营管理者、专业技术人员等。自从创办开始，学院的培训课程受到大量中共干部的积极参与，其门口一课由焦裕禄在1963年栽种的泡桐树（被当地百姓称呼为“焦桐”），也成为兰考当地的旅游景点之一。